# ホワイトコール24
ホワイトコール24はソフトバンクと、ソニーネットワークコミュニケーションズ・ケーブルテレビ会社が提供している付加サービスである。

## 概要
ソフトバンクグループのインターネット接続サービスで提供しているIP電話サービス（「BBフォン」シリーズ・「ホワイト光電話」）、ソフトバンク（旧 ソフトバンクテレコム）のネットワークを使用するケーブルテレビ向けIP電話サービス「ケーブルライン」・「ひかりdeトークS」・ソフトバンクのIP電話基盤を使用するSo-netの「NURO光でんわ」と、ソフトバンクの携帯電話との相互の通話料が24時間無料となるサービス。
サービス開始当初は、ソフトバンクモバイル（現 ソフトバンク）の3G携帯電話でホワイトプランに加入する利用者と、高速インターネット接続サービス「Yahoo! BB」「SoftBankブロードバンドADSL」で提供するIP電話「BBフォン」の両サービスを共に利用している者を対象にしており、自社グループが提供する携帯電話とIP固定電話サービス間の通話料が24時間無料となるサービスであった。2007年12月下旬から北海道、愛媛県、新潟県の3道県で試験導入を行った後、2008年6月3日から全国展開が開始された。試験導入でのサービス名称は「ホワイトコール」であり、「24」は付かない。

## 内容
このサービスはソフトバンクと各社が個別に提供しているサービスである。事前の申込が必要であり、双方が同一名義もしくは家族にもう一方のサービスを契約している者がいる場合のみ申込ができる。申込を行えば、各社は前述の各IP電話相互の通話料と、全てのソフトバンク携帯電話への通話料が無料となり、申込時に登録したソフトバンク携帯電話回線（最大10回線）からは前記の各IP電話サービスへの通話料が無料となる（一部の事業者によるBBフォンサービスを除く）。
申込には、「ホワイトプラン」・「標準プラン」・「スマ放題 通話し放題プラン」・「スマ放題 通話し放題プラン（3Gケータイ）」のいずれかのプランでの契約しているソフトバンクの携帯電話が必要。家族の電話番号を登録する際は、家族割引と同様に家族証明が必要である。

## 注意点
- 各社のインターネットサービス・IP電話サービスを解約した場合、携帯電話側のホワイトコール24は自動解除となる。
- 同様に、ホワイトコール24を契約した全てのソフトバンク携帯電話回線を解約した場合には、各社のホワイトコール24は自動解除となる。
- 転送電話の通話料は無料の対象にならないので、IP電話にかかった電話を携帯電話に転送した場合、IP電話から携帯電話への転送通話料は有料のままである。
- 一つのIP電話回線に対して、最大10回線のソフトバンク携帯電話の電話番号を登録することができる。
- 対象のIP電話回線から未登録のソフトバンクの携帯電話へ掛けても通話料は無料だが、逆に未登録のソフトバンクモバイル携帯電話から対象のIP電話にかけると対象外になるため、通常の通話料金が発生する。
- 一部の事業者によるBBフォンサービスは無料通話の対象外となっている。対象外事業者一覧